# Большаков, Дмитрий Анатольевич
Дмитрий Анатольевич Большаков (род. 10 апреля 1980, Камышин, Волгоградская область) — российский футболист, полузащитник.

## Биография
Родился в городе Камышине. Отец работал в милиции участковым, затем следователем. Мать товаровед. Младший брат тоже занимался футболом, после окончания спортивной школы пошел стал офицером.
Дмитрий Большаков занимался два года лёгкой атлетикой под руководством Владимира Сулимова. Начинал играть в футбол у Валерия Полякова.
В 1996 году сыграл 12 матчей, забил 6 голов за камышинский «Авангард» в первенстве КФК. В 1997 году провёл 13 матчей в третьей лиге за дубль камышинской «Энергии». В следующем году сыграл 8 матчей во втором дивизионе за камышинскую команду, переименованную в «Ротор». 2000 год провёл в команде второго дивизиона «Балаково». С 2001 года играл за камышинский «Текстильщик» в первенстве КФК (2001—2002) и втором дивизионе (2003—2004). Затем по одному сезону провёл в командах чемпионата Казахстана «Булат-MSK» Темиртау, «Энергетик» Павлодар, «Иртыш» Павлодар, «Атырау». 2009 год начал в ЛФЛ в «Текстильщике», потом играл во втором дивизионе за «Таганрог» (2009—2010), «Кузбасс» Кемерово (2011/12). В третьем дивизионе играл за клубы «Текстильщик» (2012), «Распадская» Междуреченск (2012—2014), «Шахтёр» Прокопьевск (2015).
Окончил Волгоградскую академию физической культуры (1997—2001). Спортсмен-инструктор в «Шахтёре» Прокопьевск.